# Jay Manuel
Jay Manuel (sinh ngày 14 tháng 8 năm 1972) là người dẫn chương trình truyền hình, Giám đốc sáng tạo, chuyên gia trang điểm và tác giả người Canada. Ông được biết đến nhiều nhất với vai trò Giám đốc sáng tạo của chương trình truyền hình thực tế nổi tiếng America’s Next Top Model trong mùa mười tám đầu tiên. Manuel cũng được giới thiệu là người dẫn chương trình của Canada's Next Top Model.
Manuel là người sáng lập và giám đốc điều hành của dòng làm đẹp, Jay Manuel Beauty. Năm 2017, thương hiệu đã mở địa điểm bán lẻ đầu tiên tại Roosevelt Field Mall. Cuối năm đó, ông là một trong những giám khảo cho Hoa hậu Hoàn vũ 2017. Năm 2020, ông phát hành cuốn sách đầu tiên của mình, The Wig, The Bitch & The Meltdown.

## Đầu đời
Manuel sinh ra ở Springfield, Illinois với mẹ là người gốc Ý và Séc và cha là người Nam Phi lai Cape Malay. Ông được nuôi dưỡng bởi cha mẹ nuôi ở Toronto nơi ông theo học tại Viện Tiến sĩ Norman Bethune Collegiate và Đại học York. Trước khi bước chân vào lĩnh vực thời trang, Manuel là một sinh viên dự bị y khoa và cũng học opera.

## Đời tư
Jay công khai là người đồng tính. Mặc dù khá kín tiếng về cuộc sống tình cảm của mình nhưng ông vẫn thường xuyên vận động cho quyền LGBTQ. Năm 2011, ông tạo một video "It Gets Better" để trao quyền cho giới trẻ LGBTQ.